# チッティーリオ
チッティーリオ（伊: Cittiglio）は、イタリア共和国ロンバルディア州ヴァレーゼ県にある、人口約3,800人の基礎自治体（コムーネ）。

## 地理

### 位置・広がり

#### 隣接コムーネ
隣接するコムーネは以下の通り。
- ブレンタ
- カラヴァーテ
- カステルヴェッカーナ
- ジェモーニオ
- ラヴェーノ＝モンベッロ

### 地震分類
イタリアの地震リスク階級 (it) では、4 に分類される
。

## 行政

### 分離集落
チッティーリオには、以下の分離集落（フラツィオーネ）がある。
- Vararo, Fracce, Pianazza, Cascine, Molinazzo, Casere, Pianella, San Biagio, Vignola, Le Ville, Alpe Pirla, Chiosi, Cascate di San Giulio, Ghetto, Cereda, La Fontanaccia, Sasso del Ferro, Mulini, Cormeta, Passo del Cuvignone, Monte La Tegia, Pizzoni di Laveno, Passo Barbè

## 姉妹都市
- カメロータ、イタリア

## 出身著名人
- アルフレッド・ビンダ （自転車競技選手）